# Lite-On
Lite-On Technology Corporation, также известная как Lite-On, LiteOn и LiteON, — тайваньская компания, работающая в сфере компьютеров, телекоммуникаций, автомобильной электроники, светодиодного освещения, облачных вычислений, промышленной автоматизации, биотехнологий и здравоохранения. Поставщик компонентов для оптоэлектроники, информационных технологий и устройств хранения.

## История
Основана в 1975 году несколькими бывшими сотрудниками тайваньского подразделения американской компании Texas Instruments. Первоначальное направление бизнеса — оптические продукты (светодиоды). Позже было создано производство в области источников питания для компьютеров и основано соответствующее подразделение.
В 1983 году LITE-ON Electronics первой из технологических компаний провела первичное публичное размещение акций на Тайваньской фондовой бирже. 
В 1989 году в Таиланде был открыт первый зарубежный завод. В том же году была создана дочерняя компания Lite-On Technology по производству цветных мониторов. 
В 1990 году был открыт завод в Малайзии, а в 1996 году началось строительство сразу нескольких заводов в КНР.
В 1995 году было создано подразделение оптических устройств, которое в 1999 году было выделено в самостоятельную компанию Lite-On Information Technology Corp. (Lite-On IT); производство оптических приводов становится основным направлением.
В июне 2002 года было объявлено о слиянии групп компаний по производству мониторов и персональных компьютеров Lite-On Technology, производителя электронного оборудования Lite-On Electronics, производителя мобильных телефонов GVC и производителя компьютерных аксессуаров Silitek, в единую корпорацию Lite-On Technology.
В 2006 году компания приобрела подразделение BenQ по производству оптических дисков и, таким образом, вошла в число крупнейших производителей дисков в мире.
В марте 2007 года Lite-On создала совместное предприятие с Philips по производству оптических приводов под названием Philips & Lite-On Digital Solutions Corporation (PLDS). В том же году был куплен финский производитель корпусов для мобильных телефонов Perlos. 
В 2008 году подразделение мониторов было продано.
В области потребительской электроники продукция компании представлена приводами оптических дисков и твердотельными накопителями под торговыми марками LITE-ON и Plextor (с 2010 года).
В последние годы LITE-ON смещает свою производственную направленность с IT и коммуникаций на облачные вычисления, светодиодное освещение, автомобилестроение, интеллектуальное производство и IoT (Интернет вещей).
30 августа 2019 года японская KIOXIA Holdings Corporation (бывшая Toshiba Memory) объявила о намерении приобрести подразделение LITE-ON по выпуску твердотельных накопителей. Для этого оно преобразовано в компанию Solid State Storage Technology Corporation (SSSTC), которая 1 июля 2020 года полностью поглощена KIOXIA.

## Деятельность
Подразделения по состоянию на 2022 год:
- Потребительская электроника — блоки питания для ПК и ноутбуков, многофункциональные устройства (МФУ), принтеры, сканеры, комплектующие для ноутбуков, планшетов, игровых консолей и другой потребительской электроники, компьютерные клавиатуры и мыши — 47 % выручки;
- Облачные технологии — системы энергоснабжения серверов, сетевое оборудование — 33 % выручки;
- Оптоэлектроника — светодиодное осветительное оборудование, автокомплектующих, зарядные устройства для электромобилей, оптроны, инфракрасные датчики — 20 % выручки.

Выручка компании за 2022 год составила 173,5 млрд новых тайваньских долларов (5,65 млрд долларов США), её распределение по регионам: Азия — 63 %, Америка — 26 %, Европа — 11 %.